# 乌特兰
乌特兰（Utran），是印度古吉拉特邦蘇拉特县的一个城镇。总人口12894（2001年）。

## 人口
该地2001年总人口12894人，其中男性6984人，女性5910人；0—6岁人口1722人，其中男878人，女844人；识字率72.76%，其中男性为79.93%，女性为64.30%。